# Marcus Davis
Marcus Paul Davis (Houlton, 24 de agosto de 1973), é um estadunidense de origens Irlandesas lutador de MMA. Ele atualmente luta na categoria dos Meio Médios no Ultimate Fighting Championship e em outras promoções independentes nos Estados Unidos. Ele era combatente no The Ultimate Fighter 2, transmitido pela Spike TV.

## Vida
Davis nasceu em Houlton, Maine. Sua familia é natural de Waterford, Irlanda.

### Carreira
Marcus começou a lutar boxe com 14 anos. Quando tinha 19, ele começou sua carreira profissional vencendo um lutador chamado Luis Guzman por TKO no segundo round em abril de 1993.  Ele seguiu um score de 17–1–2 nos sete anos seguintes nos circuitos de New England.  Sua última luta como boxeador foi marcada com uma derrota por TKO para o veterano de 34 anos Ed Bryant, fazendo Marcus repensar sua carreira. Ele então ficou entusiasmado com o MMA, saido do boxe defitivamente após uma derrota em outubro de 2000.

### MMA
Privilegiando o boxe, Marcus teve seu contato com MMA aos oito anos de idade. Em 1995, Davis, então morando em Massachusetts, começou a treinar agarramento com Joe Maffei. Em 1997, ele mudou-se para Bangor e abriu um escola de MMA, enquanto administrava um bar.   Nesse período, Marcus voltou-se para o Miletich Fighting Systems em 2000.  mais recentemente, ele estava treinando com Mark Dellagrotte e sua própria equipe em Bangor, a Team Sityodtong. Ele também com freqüência visitava a academia de Jorge Gurgel em West Chester, Ohio.[carece de fontes?]
Marcus Davis tornou-se lutador profissional de MMA em 22 de agosto de 2003, vencendo Shaun Gay por nocaute no primeiro round.
Em 2005, Marcus participou do The Ultimate Fighter 2. Vindo com reputação de bom boxeador, ele enfrentou Joe Stevenson no episódio quatro e mostou que a luta era entre incopatíveis, pois Davis foi rapidamente derrubado e finalizado por Steverson. Ele retornou mais tarde no décimo episódio  para enfrentar Jason Von Flue, que havia sofrido um corte na testa nos treinamentos pouco antes de lutar. Todavia,  o ferimento foi curado. Marcus lutou nas eliminatórias, mas perdeu para Melvin Guillard.
Seguindo nas temporadas, Davis teve que retirar-se devido a uma lesão sofrida no ombro contra Joe Stevenson, mas voltou a treinar para o MMA. Ele venceu onze lutas na sequência, incluindo um triunfante retorno ao UFC no Ortiz vs. Shamrock 3: The Final Chapter. Pode, a partir daí, ser considerado um lutador de MMA, e não um lutador que luta MMA.
Na luta de Davis contra Paul Taylor no UFC 75 em Londres, Inglaterra ele foi derrubado com um golpe no pescoço, mas conseguiu recuperar-se e, ganhando o controle da luta, encaixou um armbar, que Taylor desesperadamente tentava se livrar. Marcus foi premiado com o Fight of the Night assim como o Submission of the Night por essa luta. Por esses prêmios, ele foi apreciado com $80,000 dólares em bônus.  Sua luta seguinte foi uma vitória por nocaute contra Jess Liaudin no UFC 80 em Newcastle upon Tyne, Inglaterra.
Marcus Davis perdeu para Mike Swick no UFC 85 por decisão unânime, acabando com um ciclo de seis lutas imbatível no octógono, alem de onze lutas seguidas no MMA. Ele voltou a vencer com uma finalização em cima do Inglês Paul Kelly no UFC 89.
Davis lutou contra Chris Lytle no UFC 93 em 17 de janeiro de 2009. Ambos os lutadores são ex boxeadores, e já haviam discutido uma luta potencial desde 2008. Lytle chamou Davis para o UFC 89. Ele sugeriu que a luta ocorresse na Irlanda, local onde Davis tinha simpatia do público devido as suas origens Irlandesas. Como luta principal, ambos os lutadores prometeram mater a luta competitive e em pé até o final, evitando uma luta no chão. Lytle conseguiu atordoar Davis diversas vezes, mas Davis usou um chutes no alto, vencendo a luta por decisão não unânime. A luta dividiu o Fight of the Night com a luta entre Coleman e Rua, dando a Davis um bônus de $40,000.
Davis lutou em 13 de junho de 2009 contra Dan Hardy. A luta otnou-se pessoal quando Hardy ofendeu Davis por derrotar lutadores Ingleses que lutavam na Inglaterra. Hardy chamou Davis de "Falso Irlandes " e "Plastic Paddy", dizendo em seu website que "parecia que os desfiles do dia de St. Patrick haviam explodido ".
Então no [Cagewarriors.com], Hardy postou fotos de Davis, que foram editados com versões humorísticas por usuários do fórum. Algumas dessas edições continham imagens homossexuais, aumentado as hostilidades entre os dois. Hardy venceu a luta por decisão não unânime. Após a luta, Davis expressou sua raiva com a decisão, dizendo, "Eu venci a luta. Eu ganhei 12 minutos da luta e deram para ele? Pode apostar que eu quero uma revanche, com certeza”.
Davis sofreu a sua primeira derrota por nocaute contra Ben Saunders em 21 de novembro de  2009 no UFC 106. Esse nocaute resultou em Davis recebendo uma suspensão médica de seis meses devido a um nariz quebrado.
Davis lutou contra Jonathan Goulet no UFC 113. Ele venceu via TKO (Punches) no segundo round.
Davis perdeu para Nate Diaz em 28 de agosto de 2010 no UFC 118 via finalização técnica (Guilhotina) no terceiro round.
Em uma entrevista dada à [MMA Junkie.com] Davis confirmou que irá cair para a divisão de pesos leves na sua próxima luta no UFC, tendo reconhecido que poderia lutar melhor nessa categoria. Davis também confirmou que ele está pensando em uma aposentadoria, dizendo "Eu pretendo terminar minha carreira nos pesos leves, e tentarei entreter algumas pessoas antes da minha grande retirada," Davis também afirmou que "É onde eu normalmente e naturalmente irei, e por isso eu vou lutar agora", referindo-se à divisão de pesos leves. "Isso faz mais sentido, pois eu vou poder competir melhor porque a mudança de categoria não será tão drámatica."
Marcus é duas vezes casado e duas vezes divorciado. Ele tem quatro filhos, Monica, Alexis, Emma, e Duncan. Davis agora possui uma noiva.

## Cartel no MMA
| Res.    | Cartel    | Oponente             | Método                               | Evento                                      | Data       | Round | Tempo | Local                 | Notas                                                  |
| ------- | --------- | -------------------- | ------------------------------------ | ------------------------------------------- | ---------- | ----- | ----- | --------------------- | ------------------------------------------------------ |
| Derrota | 22-11 (1) | Ryan Sanders         | Nocaute Técnico (Interrupção Médica) | NEF: Fight Night 12                         | 08/02/2014 | 1     | 5:00  | Lewiston, Maine       | retorno aos meio médios                                |
| Derrota | 22-10 (1) | Alexander Sarnavskiy | Finalização (mata leão)              | Bellator 101                                | 27/09/2013 | 1     | 1:40  | Portland, Oregon      | Quartas de Final do Torneio dos Leves da 9ª Temporada. |
| Vitória | 22-9 (1)  | Darrius Heyliger     | Decisão (unânime)                    | NEF - Fight Night 7                         | 18/05/2013 | 3     | 5:00  | Lewiston, Maine       |                                                        |
| NC      | 21-9 (1)  | Waachiim Spiritwolf  | Sem Resultado (joelhada na virilha)  | Bellator 93                                 | 21/03/2013 | 1     | 3:05  | Lewiston, Maine       | Estréia no Bellator                                    |
| Vitória | 21–9      | David Bielkheden     | Decisão (unânime)                    | Superior Challenge 8                        | 06/10/2012 | 3     | 5:00  | Malmö                 |                                                        |
| Derrota | 20–9      | Chuck O'Neil         | Decisão (dividida)                   | W-1: Reloaded                               | 15/10/2011 | 3     | 5:00  | Miami, Flórida        |                                                        |
| Vitória | 20–8      | Travis Coyle         | Finalização (guilhotina)             | Global Fight League 13: Heavy Hitters       | 23/09/2011 | 1     | 1:07  | Portland, Maine       |                                                        |
| Vitória | 19–8      | Pete Spratt          | Decisão (unânime)                    | MFC 30                                      | 10/06/2011 | 3     | 5:00  | Edmonton, Alberta     | Voltou aos Meio Médios                                 |
| Vitória | 18–8      | Curtis Demarce       | Decisão (dividida)                   | MFC 29                                      | 08/04/2011 | 3     | 5:00  | Windsor, Ontário      | Estréia no MFC                                         |
| Derrota | 17-8      | Jeremy Stephens      | Nocaute (soco)                       | UFC 125: Resolution                         | 01/01/2011 | 3     | 2:33  | Las Vegas, Nevada     | Luta nos Leves                                         |
| Derrota | 17-7      | Nate Diaz            | Finalização Técnica (guilhotina)     | UFC 118: Edgar vs. Penn II                  | 28/08/2010 | 3     | 4:02  | Boston, Massachusetts | Luta da Noite.                                         |
| Vitória | 17–6      | Jonathan Goulet      | Nocaute Técnico (socos)              | UFC 113: Machida vs. Shogun II              | 08/05/2010 | 2     | 1:23  | Montreal, Quebec      |                                                        |
| Derrota | 16–6      | Ben Saunders         | Nocaute (joelhadas)                  | UFC 106: Ortiz vs. Griffin II               | 21/11/2009 | 1     | 3:24  | Las Vegas, Nevada     |                                                        |
| Derrota | 16–5      | Dan Hardy            | Decisão (dividida)                   | UFC 99: The Comeback                        | 13/06/2009 | 3     | 5:00  | Cologne               |                                                        |
| Vitória | 16–4      | Chris Lytle          | Decisão (dividida)                   | UFC 93: Franklin vs. Henderson              | 17/01/2009 | 3     | 5:00  | Dublin                | Luta da Noite                                          |
| Vitória | 15–4      | Paul Kelly           | Finalização (guilhotina)             | UFC 89: Bisping vs. Leben                   | 18/10/2008 | 2     | 2:16  | Birmingham            |                                                        |
| Derrota | 14–4      | Mike Swick           | Decisão (unânime)                    | UFC 85: Bedlam                              | 07/06/2008 | 3     | 5:00  | Londres               |                                                        |
| Vitória | 14–3      | Jess Liaudin         | Nocaute (soco)                       | UFC 80: Rapid Fire                          | 19/01/2008 | 1     | 1:04  | Newcastle upon Tyne   |                                                        |
| Vitória | 13–3      | Paul Taylor          | Finalização (chave de braço)         | UFC 75: Champion vs. Champion               | 08/09/2007 | 1     | 4:14  | Londres               | Luta da Noite e Finalização da Noite                   |
| Vitória | 12–3      | Jason Tan            | Nocaute (soco)                       | UFC 72: Victory                             | 16/06/2007 | 1     | 1:15  | Belfast               | Nocaute da Noite                                       |
| Vitória | 11–3      | Pete Spratt          | Finalização (chave de aquiles)       | UFC 69: Shootout                            | 07/04/2007 | 2     | 2:57  | Houston, Texas        |                                                        |
| Vitória | 10–3      | Shonie Carter        | Decisão (unânime)                    | UFC Fight Night: Sanchez vs. Riggs          | 13/12/2006 | 3     | 5:00  | San Diego, California |                                                        |
| Vitória | 9–3       | Forrest Petz         | Finalização (guilhotina)             | Ortiz vs. Shamrock 3: The Final Chapter     | 10/10/2006 | 1     | 4:58  | Hollywood, Flórida    |                                                        |
| Vitória | 8–3       | Mike Vaughn          | Finalização (chave de braço)         | Wild Bill's – Fight Night 4                 | 08/09/2006 | 1     | 4:14  | Georgia               |                                                        |
| Vitória | 7–3       | Jason Hathaway       | Nocaute Técnico                      | Wild Bill's – Fight Night 3                 | 14/07/2006 | 1     |       | Georgia               |                                                        |
| Vitória | 6–3       | Doug Gordon          | Decisão (unânime)                    | CFFC 1 – Cage Fury Fighting Championships 1 | 30/06/2006 | 3     | 5:00  | New Jersey            |                                                        |
| Vitória | 5–3       | Craig Gunder         | Finalização (guilhotina)             | CZ 16 – In the Cage 2                       | 13/05/2006 | 1     |       | New Hampshire         |                                                        |
| Vitória | 4–3       | Andy Normington      | Finalização (neck crank)             | CZ 14 – In the Cage                         | 08/04/2006 | 1     | 1:41  | New Hampshire         |                                                        |
| Derrota | 3–3       | Melvin Guillard      | Nocaute Técnico (corte)              | The Ultimate Fighter 2 Finale               | 05/11/2005 | 2     | 2:55  | Nevada                |                                                        |
| Vitória | 3–2       | Renat Myzabekov      | Finalização Técnica (chave de braço) | CZ 10 – Ground War                          | 02/04/2005 | 1     | 1:19  | Massachusetts         |                                                        |
| Vitória | 2–2       | Shawn Gay            | Nocaute Técnico                      | CZ 7 – Gravel Pit                           | 10/07/2004 | 1     | 1:33  | Massachusetts         |                                                        |
| Derrota | 1–2       | Nuri Shakir          | Finalização (mata leão)              | MMA – Eruption                              | 30/04/2004 | 3     | 2:38  | Massachusetts         |                                                        |
| Derrota | 1–1       | Thiago Alves         | Decisão (dividida)                   | HFC 2 – Hardcore Fighting Championships 2   | 18/10/2003 | 3     | 5:00  | Massachusetts         |                                                        |
| Vitória | 1–0       | Shawn Gay            | Nocaute Técnico                      | ISCF – Friday Night Fights                  | 22/08/2003 | 1     | 2:09  | Georgia               |                                                        |